# Vougy (Haute-Savoie)
Pour les articles homonymes, voir Vougy.
Vougy est une commune française située dans le département de la Haute-Savoie, en région Auvergne-Rhône-Alpes.

## Géographie
- 1Carte dynamique
- 2Carte OpenStreetMap
- 3Carte topographique
- 4Carte avec les communes environnantes

Vougy se situe dans la vallée de l'Arve, entre Cluses et Bonneville. Elle s'étire entre la rivière et les premières pentes raides qui mènent à Mont-Saxonnex. Cette petite ville montagnarde se trouve près de l'autoroute A40.

## Urbanisme

### Typologie
Au 1er janvier 2024, Vougy est catégorisée ceinture urbaine, selon la nouvelle grille communale de densité à sept niveaux définie par l'Insee en 2022.
Elle appartient à l'unité urbaine de Cluses, une agglomération intra-départementale regroupant 18  communes, dont elle est une commune de la banlieue,,. Par ailleurs la commune fait partie de l'aire d'attraction de Genève - Annemasse (partie française), dont elle est une commune de la couronne,. Cette aire, qui regroupe 158 communes, est catégorisée dans les aires de 700 000 habitants ou plus (hors Paris),.

### Occupation des sols
L'occupation des sols de la commune, telle qu'elle ressort de la base de données européenne d’occupation biophysique des sols Corine Land Cover (CLC), est marquée par l'importance des territoires artificialisés (47 % en 2018), en augmentation par rapport à 1990 (43,2 %). La répartition détaillée en 2018 est la suivante : 
forêts (41,5 %), zones urbanisées (31,6 %), zones industrielles ou commerciales et réseaux de communication (15,4 %), terres arables (6,4 %), zones agricoles hétérogènes (3,5 %), espaces ouverts, sans ou avec peu de végétation (1,7 %).
L'IGN met par ailleurs à disposition un outil en ligne permettant de comparer l’évolution dans le temps de l’occupation des sols de la commune (ou de territoires à des échelles différentes). Plusieurs époques sont accessibles sous forme de cartes ou photos aériennes : la carte de Cassini (XVIIIe siècle), la carte d'état-major (1820-1866) et la période actuelle (1950 à aujourd'hui).

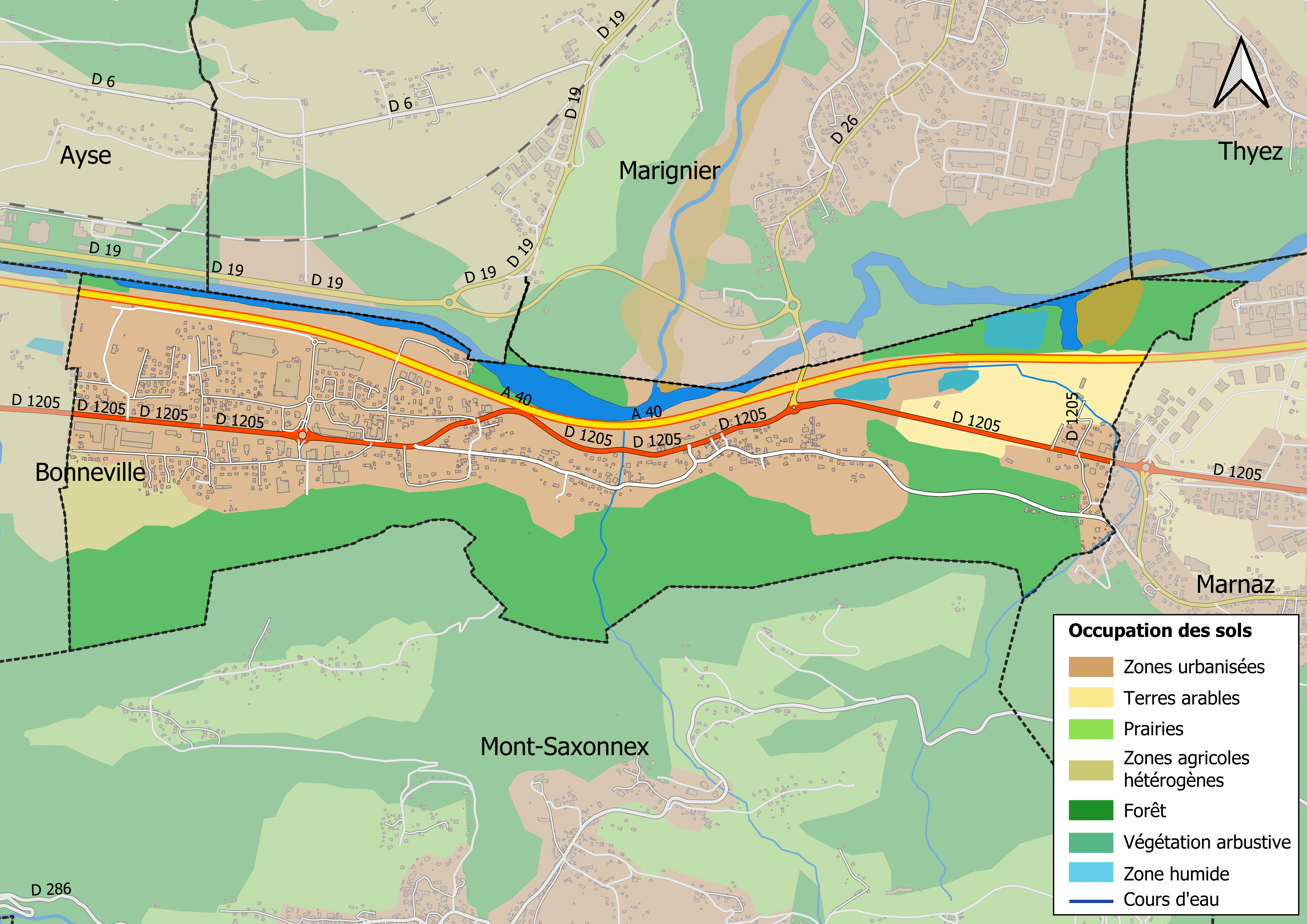
Carte des infrastructures et de l'occupation des sols en 2018 (CLC) de la commune.
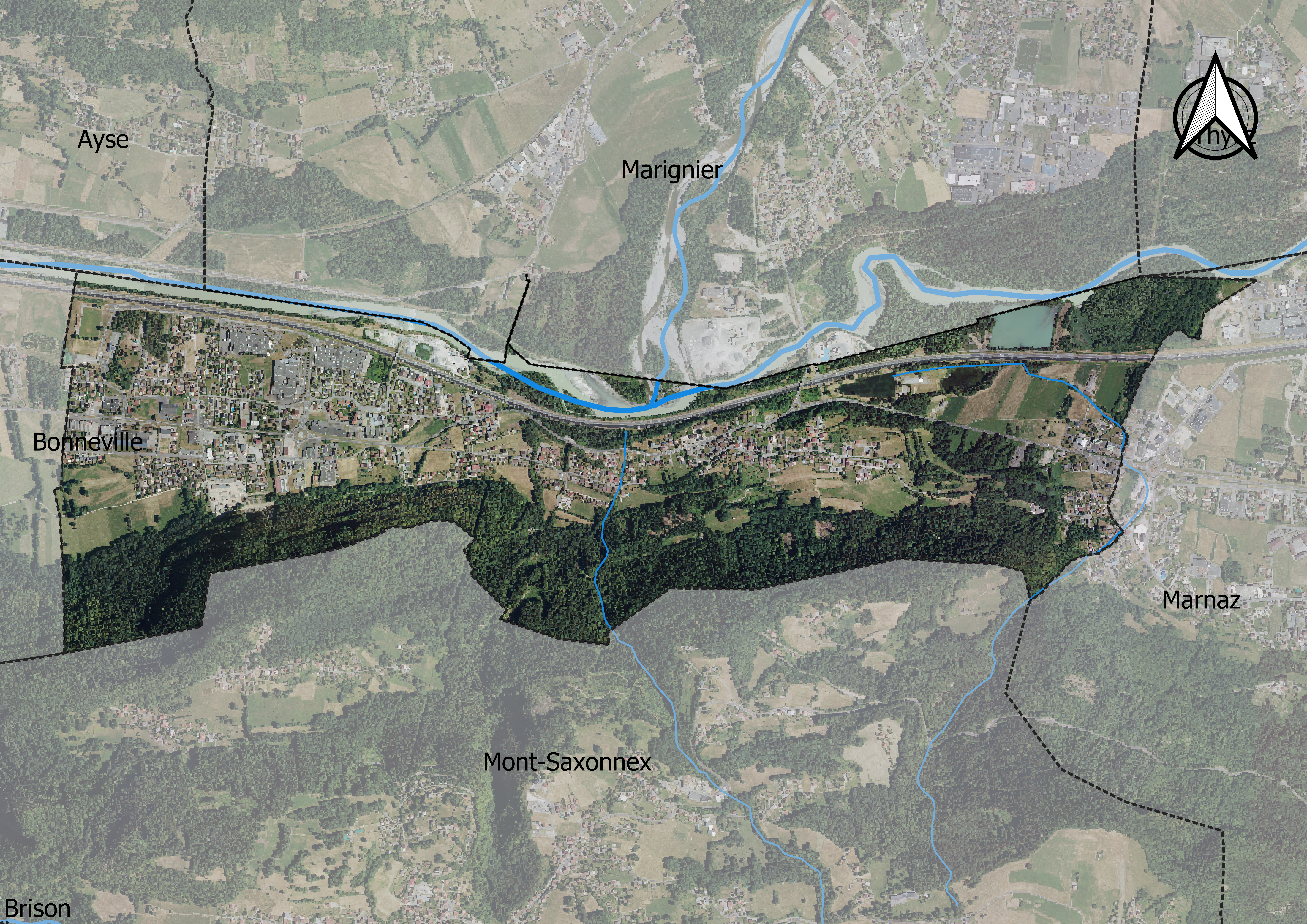
Carte orthophotogrammétrique de la commune.

## Toponymie
En francoprovençal, le nom de la commune s'écrit Veuzhi, selon la graphie de Conflans.

## Histoire
Lors des débats sur l'avenir du duché de Savoie, en 1860, la population est sensible à l'idée d'une union de la partie nord du duché à la Suisse. Une pétition circule dans cette partie du pays (Chablais, Faucigny, Nord du Genevois) et réunit plus de 13 600 signatures, dont 42 pour la commune,. Le duché est réuni à la suite d'un plébiscite organisé les 22 et 23 avril 1860 où 99,8 % des Savoyards répondent « oui » à la question « La Savoie veut-elle être réunie à la France ? ».

## Politique et administration
| Période                                  | Période  | Identité                | Étiquette | Qualité |
| ---------------------------------------- | -------- | ----------------------- | --------- | ------- |
| avant 1988                               | ?        | Lionel Carrier-Carruron |           |         |
| mars 2008                                | mai 2020 | Alain Solliet           |           |         |
| mai 2020                                 | En cours | Yves Massarotti         |           |         |
| Les données manquantes sont à compléter. |          |                         |           |         |

## Démographie
L'évolution du nombre d'habitants est connue à travers les recensements de la population effectués dans la commune depuis 1793. Pour les communes de moins de 10 000 habitants, une enquête de recensement portant sur toute la population est réalisée tous les cinq ans, les populations de référence des années intermédiaires étant quant à elles estimées par interpolation ou extrapolation. Pour la commune, le premier recensement exhaustif entrant dans le cadre du nouveau dispositif a été réalisé en 2008.

En 2022, la commune comptait 1 622 habitants, en évolution de +5,87 % par rapport à 2016 (Haute-Savoie : +6,01 %, France hors Mayotte : +2,11 %).
| 1793 | 1800 | 1806 | 1822 | 1838 | 1848 | 1858 | 1861 | 1866 |
| ---- | ---- | ---- | ---- | ---- | ---- | ---- | ---- | ---- |
| 215  | 177  | 180  | 217  | 252  | 289  | 321  | 306  | 348  |

| 1872 | 1876 | 1881 | 1886 | 1891 | 1896 | 1901 | 1906 | 1911 |
| ---- | ---- | ---- | ---- | ---- | ---- | ---- | ---- | ---- |
| 364  | 388  | 396  | 423  | 388  | 369  | 374  | 394  | 354  |

| 1921 | 1926 | 1931 | 1936 | 1946 | 1954 | 1962 | 1968 | 1975 |
| ---- | ---- | ---- | ---- | ---- | ---- | ---- | ---- | ---- |
| 328  | 324  | 309  | 294  | 284  | 375  | 385  | 424  | 516  |

| 1982 | 1990 | 1999 | 2006  | 2008  | 2013  | 2018  | 2022  | - |
| ---- | ---- | ---- | ----- | ----- | ----- | ----- | ----- | - |
| 597  | 867  | 958  | 1 317 | 1 419 | 1 497 | 1 590 | 1 622 | - |

## Lieux et monuments
- La Tour de l'Île (indice)